# Orthothecium schlagintweitii
Orthothecium schlagintweitii är en bladmossart som beskrevs av Jean Édouard Gabriel Narcisse Paris 1897. Orthothecium schlagintweitii ingår i släktet glansmossor, och familjen Hypnaceae. Inga underarter finns listade i Catalogue of Life.